# Philippe-François Dumanoir
Philippe François Pinel Dumanoir, känd under namnet Dumanoir, född den 31 juli 1806 i Capesterre-Belle-Eau (Guadeloupe), död den 16 november 1865 i Pau, var en fransk dramatisk författare.
Dumanoir utvecklade dels på egen hand, dels i förening med de Mallian, Scribe och Mélesville med flera en stor produktivitet samt skrev närmare 200 lustspel och vådeviller. Han hade stor förmåga att genomföra en intrig (à la Scribe) och utmärkte sig alltid genom en munter och kvick dialog. Åren 1836–1839 var han direktör för Théâtre des Variétés och skrev under den tiden några av Déjazets bästa komiska roller. En stor mängd av hans stycken har gått över scenen, men endast Don César de Bazan (flera gånger uppförd i Sverige) har fått en varaktig plats på repertoaren. Ett annat av Dumanoirs i Sverige givna stycken är Les premières armes de Richelieu ("Richelieus första vapenbragd").